# Internazionali Tennis Val Gardena Südtirol 2011
Gli Internazionali Tennis Val Gardena Südtirol 2011 sono stati un torneo professionistico di tennis maschile giocato sul sintetico. È stata la 2ª edizione del torneo, facente parte dell'ATP Challenger Tour nell'ambito dell'ATP Challenger Tour 2011. Si è giocato a Urtijëi in Italia dal 7 al 13 novembre 2011.

## Partecipanti

### Teste di serie
| Nazionalità | Giocatore          | Ranking* | Testa di serie |
| ----------- | ------------------ | -------- | -------------- |
| Germania    | Philipp Petzschner | 61       | 1              |
| Israele     | Dudi Sela          | 91       | 2              |
| Romania     | Adrian Ungur       | 114      | 3              |
| Slovacchia  | Lukáš Lacko        | 123      | 4              |
| Italia      | Simone Bolelli     | 126      | 5              |
| Paesi Bassi | Igor Sijsling      | 145      | 6              |
| Germania    | Dustin Brown       | 146      | 7              |
| Germania    | Daniel Brands      | 147      | 8              |

- 1 Ranking al 31 ottobre 2011.

### Altri partecipanti
Giocatori che hanno ricevuto una wild card:
- Federico Gaio
- Claudio Grassi
- Dudi Sela
- Matteo Trevisan

Giocatori che sono passati dalle qualificazioni:
- Michail Elgin
- Mateusz Kowalczyk
- Michal Schmid
- Marcel Zimmermann

## Campioni

### Singolare
Rajeev Ram ha battuto in finale  Jan Hernych con il punteggio di 7–5, 3–6, 7–6(6).

### Doppio
Dustin Brown /  Lovro Zovko hanno battuto in finale  Philipp Petzschner /  Alexander Waske con il punteggio di 6–4, 7–6(4).